# Fišt
Fišt (rusky Фишт; adygejsky Фыщт) je 2867 metrů vysoká hora v hlavním kavkazském hřebenu na Kavkaze. Leží u západního konce pohoří na území Adygejska v Ruské federaci, jedná se o nejzápadnější kavkazský vrchol s ledovci na svazích a o vápencovou horu s významnými krasovými jeskyněmi. Zdejší jeskynní systém Belaja zvjozdočka patří k nejhlubším v Rusku.

## Popis
Fisht tvoří spolu s vrcholy Oshten a Psheha-Su takzvaný fišt-osten masiv. Vrcholky masivu jsou první (pohybující se ze západu na východ) vrcholy Kavkazu alpského typu, to znamená, že se vynořují vysoko nad horní hranicí lesa a mají široký pás subalpinových a alpských horských luk. Kromě toho je Fišt nejzápadnějším vrcholem Kavkazu, má ledovce na svazích (ledovce Big a Small Fištin) a významné skalní skládky
Ze strukturálního hlediska je hora blokovým pozvednutím složeným z vrstev útesových vápenců. Silné vápencové vrstvy přispívají k rozvoji četných a rozmanitých krasových forem (krátery, jeskyně). Ze slavných na straně hory je Хьэрзэ Бзыу гъочӏэгъ jeskyně. Od roku 1994 je jeskynní systém White Star zkoumán na Fištu, který je jedním z nejhlubších v Rusku.
Na ledovci Big Fišt je klasická lezecká cesta kategorie 1B. Existují také horolezecké cesty s obtížností do 6A.

## Kultura
Hora je zmíněna ve videu „Ruská abeceda“ zobrazené při zahájení XXII. Zimních olympijských her v Soči. Na počest hory byl ve městě Soči pojmenován stadion.

## Nehody
V letech 1975 a 1986 došlo ve Fištu k hromadnýmu úmrtí skupin lidi. Také v roce 1981 zemřeli v oblasti hory jeskyňáři.